# Szentlőrinci járás
A Szentlőrinci járás Baranya vármegyéhez tartozó járás Magyarországon, amely 2013-ban jött létre. Székhelye Szentlőrinc. Területe 282,43 km², népessége 15 042 fő, népsűrűsége 53 fő/km² volt a 2012. évi adatok szerint. Egy város (Szentlőrinc) és 20 község tartozik hozzá.
A Szentlőrinci járás a járások 1983-as megszüntetése előtt is létezett, az 1950-es járásrendezéskor szüntették meg, és székhelye az állandó járási székhelyek kijelölése (1886) óta mindig Szentlőrinc volt.

## Települései
| Település         | Rang   | Kistérség (2013. január 1.) | Népesség (2012. január 1.) | Terület (km²) |
| ----------------- | ------ | --------------------------- | -------------------------- | ------------- |
| Szentlőrinc       | város  | Szentlőrinci                | 6 848                      | 27,81         |
| Bicsérd           | község | Szentlőrinci                | 1 008                      | 19,75         |
| Boda              | község | Szentlőrinci                | 436                        | 15,42         |
| Bükkösd           | község | Szentlőrinci                | 1 099                      | 30,15         |
| Cserdi            | község | Szentlőrinci                | 375                        | 6,46          |
| Csonkamindszent   | község | Szentlőrinci                | 177                        | 5,53          |
| Dinnyeberki       | község | Szentlőrinci                | 90                         | 8,56          |
| Gerde             | község | Szentlőrinci                | 520                        | 12,76         |
| Gyöngyfa          | község | Szentlőrinci                | 156                        | 8,78          |
| Helesfa           | község | Szentlőrinci                | 501                        | 9,87          |
| Hetvehely         | község | Szentlőrinci                | 417                        | 21,38         |
| Kacsóta           | község | Szentlőrinci                | 272                        | 9,51          |
| Királyegyháza     | község | Szentlőrinci                | 915                        | 22,89         |
| Okorvölgy         | község | Szentlőrinci                | 88                         | 3,11          |
| Pécsbagota        | község | Szentlőrinci                | 93                         | 6,07          |
| Sumony            | község | Szentlőrinci                | 406                        | 20,21         |
| Szabadszentkirály | község | Szentlőrinci                | 785                        | 12,69         |
| Szentdénes        | község | Szigetvári                  | 327                        | 12,15         |
| Szentkatalin      | község | Szentlőrinci                | 106                        | 13,31         |
| Velény            | község | Szentlőrinci                | 146                        | 7,09          |
| Zók               | község | Szentlőrinci                | 277                        | 8,93          |